# Преганциол
Преганциол (итал. Preganziol) је насеље у Италији у округу Тревизо, региону Венето.
Према процени из 2011. у насељу је живело 6674 становника. Насеље се налази на надморској висини од 11 м.

## Становништво
Према резултатима пописа становништва 2011. у општини је живело 16.772 становника.
| 1931. | 1936. | 1951. | 1961. | 1971. | 1981.  | 1991.  | 2001.  | 2011.  |
| ----- | ----- | ----- | ----- | ----- | ------ | ------ | ------ | ------ |
| 5.680 | 5.544 | 6.166 | 7.235 | 8.785 | 11.189 | 13.141 | 14.706 | 16.772 |